# Notropis jemezanus
Notropis jemezanus é uma espécie de peixe actinopterígeo da família Cyprinidae.
Pode ser encontrada nos seguintes países: México e nos Estados Unidos da América.